# Súlyemelés a 2012. évi nyári olimpiai játékokon
A 2012. évi nyári olimpiai játékokon a súlyemelés versenyszámait július 28. és augusztus 7. között rendezték. Összesen 15 versenyszámban avattak olimpiai bajnokot.

## Eseménynaptár
| júl./aug. | 28    | 29    | 30    | 31    | 1     | 2 | 3     | 4     | 5      | 6      | 7       |
| --------- | ----- | ----- | ----- | ----- | ----- | - | ----- | ----- | ------ | ------ | ------- |
| Férfi     |       | 56 kg | 62 kg | 69 kg | 77 kg |   | 85 kg | 94 kg |        | 105 kg | +105 kg |
| Női       | 48 kg | 53 kg | 58 kg | 63 kg | 69 kg |   | 75 kg |       | +75 kg |        |         |

## Összesített éremtáblázat
(Az egyes számoszlopok legmagasabb értéke vagy értékei vastagítással kiemelve.)
| A 2012. évi nyári olimpiai játékok éremtáblázata súlyemelésben | A 2012. évi nyári olimpiai játékok éremtáblázata súlyemelésben | A 2012. évi nyári olimpiai játékok éremtáblázata súlyemelésben | A 2012. évi nyári olimpiai játékok éremtáblázata súlyemelésben | A 2012. évi nyári olimpiai játékok éremtáblázata súlyemelésben | Olimpia  |
| -------------------------------------------------------------- | -------------------------------------------------------------- | -------------------------------------------------------------- | -------------------------------------------------------------- | -------------------------------------------------------------- | -------- |
|                                                                | Ország                                                         | Arany                                                          | Ezüst                                                          | Bronz                                                          | Összesen |
| 1.                                                             | Kína (CHN)                                                     | 5                                                              | 2                                                              | 0                                                              | 7        |
| 2.                                                             | Kazahsztán (KAZ)                                               | 4                                                              | 0                                                              | 0                                                              | 4        |
| 3.                                                             | Észak-Korea (PRK)                                              | 3                                                              | 0                                                              | 1                                                              | 4        |
| 4.                                                             | Irán (IRI)                                                     | 1                                                              | 2                                                              | 1                                                              | 4        |
| 5.                                                             | Lengyelország (POL)                                            | 1                                                              | 0                                                              | 1                                                              | 2        |
|                                                                |                                                                |                                                                |                                                                |                                                                |          |
| 6.                                                             | Oroszország (RUS)                                              | 0                                                              | 4                                                              | 1                                                              | 6        |
| 7.                                                             | Indonézia (INA)                                                | 0                                                              | 1                                                              | 1                                                              | 2        |
| 7.                                                             | Románia (ROU)                                                  | 0                                                              | 1                                                              | 1                                                              | 2        |
| 9.                                                             | Japán (JPN)                                                    | 0                                                              | 1                                                              | 0                                                              | 1        |
| 9.                                                             | Kolumbia (COL)                                                 | 0                                                              | 1                                                              | 0                                                              | 1        |
| 9.                                                             | Tajvan (TPE)                                                   | 0                                                              | 1                                                              | 0                                                              | 1        |
| 9.                                                             | Thaiföld (THA)                                                 | 0                                                              | 1                                                              | 0                                                              | 1        |
|                                                                |                                                                |                                                                |                                                                |                                                                |          |
| 13.                                                            | Fehéroroszország (BLR)                                         | 0                                                              | 0                                                              | 2                                                              | 2        |
| 13.                                                            | Moldova (MDA)                                                  | 0                                                              | 0                                                              | 2                                                              | 2        |
| 15.                                                            | Kanada (CAN)                                                   | 0                                                              | 0                                                              | 1                                                              | 1        |
| 15.                                                            | Kuba (CUB)                                                     | 0                                                              | 0                                                              | 1                                                              | 1        |
| 15.                                                            | Örményország (ARM)                                             | 0                                                              | 0                                                              | 1                                                              | 1        |
|                                                                |                                                                |                                                                |                                                                |                                                                |          |
| Összesen                                                       | Összesen                                                       | 15                                                             | 14                                                             | 15                                                             | 44       |

## Férfi

### Éremtáblázat
| A 2012. évi nyári olimpiai játékok éremtáblázata férfi súlyemelésben | A 2012. évi nyári olimpiai játékok éremtáblázata férfi súlyemelésben | A 2012. évi nyári olimpiai játékok éremtáblázata férfi súlyemelésben | A 2012. évi nyári olimpiai játékok éremtáblázata férfi súlyemelésben | A 2012. évi nyári olimpiai játékok éremtáblázata férfi súlyemelésben | Olimpia  |
| -------------------------------------------------------------------- | -------------------------------------------------------------------- | -------------------------------------------------------------------- | -------------------------------------------------------------------- | -------------------------------------------------------------------- | -------- |
|                                                                      | Ország                                                               | Arany                                                                | Ezüst                                                                | Bronz                                                                | Összesen |
| 1.                                                                   | Irán (IRI)                                                           | 2                                                                    | 3                                                                    | 0                                                                    | 5        |
| 2.                                                                   | Kína (CHN)                                                           | 2                                                                    | 2                                                                    | 0                                                                    | 4        |
| 3.                                                                   | Észak-Korea (PRK)                                                    | 2                                                                    | 0                                                                    | 0                                                                    | 2        |
| 4.                                                                   | Lengyelország (POL)                                                  | 1                                                                    | 0                                                                    | 2                                                                    | 3        |
|                                                                      |                                                                      |                                                                      |                                                                      |                                                                      |          |
| 5.                                                                   | Indonézia (INA)                                                      | 0                                                                    | 1                                                                    | 1                                                                    | 2        |
| 6.                                                                   | Kolumbia (COL)                                                       | 0                                                                    | 1                                                                    | 0                                                                    | 1        |
| 7.                                                                   | Dél-Korea (KOR)                                                      | 0                                                                    | 1                                                                    | 0                                                                    | 1        |
|                                                                      |                                                                      |                                                                      |                                                                      |                                                                      |          |
| 8.                                                                   | Vietnám (VIE)                                                        | 0                                                                    | 0                                                                    | 1                                                                    | 1        |
| 8.                                                                   | Románia (ROU)                                                        | 0                                                                    | 0                                                                    | 1                                                                    | 1        |
| 8.                                                                   | Kuba (CUB)                                                           | 0                                                                    | 0                                                                    | 1                                                                    | 1        |
| 8.                                                                   | Egyiptom (EGY)                                                       | 0                                                                    | 0                                                                    | 1                                                                    | 1        |
| 8.                                                                   | Oroszország (RUS)                                                    | 0                                                                    | 0                                                                    | 1                                                                    | 1        |
|                                                                      |                                                                      |                                                                      |                                                                      |                                                                      |          |
| Összesen                                                             | Összesen                                                             | 8                                                                    | 8                                                                    | 8                                                                    | 24       |

### Érmesek
| A 2012. évi nyári olimpiai játékok érmesei férfi súlyemelésben |                                        |                                   |                                        |
| Versenyszám                                                    | Arany                                  | Ezüst                             | Bronz                                  |
| 56 kg                                                          | Om Juncshol · Észak-Korea (PRK)        | Vu Csing-piao · Kína (CHN)        | Tran Le Quoc Toan · Vietnám (VIE)      |
| 62 kg                                                          | Kim Unguk · Észak-Korea (PRK)          | Óscar Figueroa · Kolumbia (COL)   | Eko Yuli Irawan · Indonézia (INA)      |
| 69 kg                                                          | Lin Kving-feng · Kína (CHN)            | Taufik Triyatno · Indonézia (INA) | Răzvan Martin · Románia (ROU)          |
| 77 kg                                                          | Lu Hsziao-csun · Kína (CHN)            | Lu Hao-csie · Kína (CHN)          | Iván Cambar · Kuba (CUB)               |
| 85 kg                                                          | Adrian Zieliński · Lengyelország (POL) | Kiánus Rosztami · Irán (IRI)      | Tarek Abdelazim · Egyiptom (EGY)       |
| 94 kg                                                          | Szaid Mohammadpurkarkarag · Irán (IRI) | Kim Min-jae · Dél-Korea (KOR)     | Tomasz Zieliński · Lengyelország (POL) |
| 105 kg                                                         |                                        | Naváb Nasszirsalál · Irán (IRI)   | Bartłomiej Bonk · Lengyelország (POL)  |
| +105 kg                                                        | Behdád Szalimi · Irán (IRI)            | Szadzsád Anusiraváni · Irán (IRI) | Ruszlan Albegov · Oroszország (RUS)    |

A verseny után leadott dopping mintákat többször újratesztelték,- évekkel később is- ezek pozitív esetei a következők. A versenyzőket megfosztották érmeiktől és egyénenként definiált (esetek szám) időtartamra eltiltották a versenyzéstől.
| #  | Súlycsoport | Versenyző                             | Eredeti helyezés | Teszetelés ideje |
| -- | ----------- | ------------------------------------- | ---------------- | ---------------- |
| 1. | 94 kg       | Ilja Iljin · Kazahsztán (KAZ)         | 1.               | 2016             |
| 2. | 94kg        | Alekszandr Ivanov · Oroszország (RUS) | 2.               | 2016             |
| 3. | 94 kg       | Anatolii Cîrîcu · Moldova (MDA)       | 3.               | 2016             |
| 4. | 85 kg       | Apti Aukhadov · Oroszország (RUS)     | 2.               | 2016             |
| 5. | 56 kg       | Valentin Xristov · Azerbajdzsán (AZE) | 3.               | 2019.            |
| 6. | 105 kg      | Olekszij Torohtyij · Ukrajna (UKR)    | 1.               | 2019.            |
| 7. | 69 kg       | Mete Binay · Törökország (TUR)        | 6.               | 2020.            |

## Női

### Éremtáblázat
| A 2012. évi nyári olimpiai játékok éremtáblázata női súlyemelésben | A 2012. évi nyári olimpiai játékok éremtáblázata női súlyemelésben | A 2012. évi nyári olimpiai játékok éremtáblázata női súlyemelésben | A 2012. évi nyári olimpiai játékok éremtáblázata női súlyemelésben | A 2012. évi nyári olimpiai játékok éremtáblázata női súlyemelésben | Olimpia  |
| ------------------------------------------------------------------ | ------------------------------------------------------------------ | ------------------------------------------------------------------ | ------------------------------------------------------------------ | ------------------------------------------------------------------ | -------- |
|                                                                    | Ország                                                             | Arany                                                              | Ezüst                                                              | Bronz                                                              | Összesen |
| 1.                                                                 | Kazahsztán (KAZ)                                                   | 3                                                                  | 0                                                                  | 0                                                                  | 3        |
| 1.                                                                 | Kína (CHN)                                                         | 3                                                                  | 0                                                                  | 0                                                                  | 3        |
| 3.                                                                 | Észak-Korea (PRK)                                                  | 1                                                                  | 0                                                                  | 1                                                                  | 2        |
|                                                                    |                                                                    |                                                                    |                                                                    |                                                                    |          |
| 4.                                                                 | Oroszország (RUS)                                                  | 0                                                                  | 2                                                                  | 0                                                                  | 2        |
| 5.                                                                 | Japán (JPN)                                                        | 0                                                                  | 1                                                                  | 0                                                                  | 1        |
| 5.                                                                 | Románia (ROU)                                                      | 0                                                                  | 1                                                                  | 0                                                                  | 1        |
| 5.                                                                 | Tajvan (TPE)                                                       | 0                                                                  | 1                                                                  | 0                                                                  | 1        |
| 5.                                                                 | Thaiföld (THA)                                                     | 0                                                                  | 1                                                                  | 0                                                                  | 1        |
|                                                                    |                                                                    |                                                                    |                                                                    |                                                                    |          |
| 9.                                                                 | Fehéroroszország (BLR)                                             | 0                                                                  | 0                                                                  | 2                                                                  | 2        |
| 10.                                                                | Kanada (CAN)                                                       | 0                                                                  | 0                                                                  | 1                                                                  | 1        |
| 10.                                                                | Moldova (MDA)                                                      | 0                                                                  | 0                                                                  | 1                                                                  | 1        |
| 10.                                                                | Örményország (ARM)                                                 | 0                                                                  | 0                                                                  | 1                                                                  | 1        |
|                                                                    |                                                                    |                                                                    |                                                                    |                                                                    |          |
| Összesen                                                           | Összesen                                                           | 7                                                                  | 6                                                                  | 7                                                                  | 20       |

### Érmesek
| A 2012. évi nyári olimpiai játékok érmesei női súlyemelésben |                                         |                                         |                                             |
| Versenyszám                                                  | Arany                                   | Ezüst                                   | Bronz                                       |
| 48 kg                                                        | Vang Ming-csüan · Kína (CHN)            | Mijake Hiromi · Japán (JPN)             | Rjang Cshunhva · Észak-Korea (PRK)          |
| 53 kg                                                        | Zulfija Csinsanlo · Kazahsztán (KAZ)    | Hsu Shu-ching · Tajvan (TPE)            | Cristina Iovu · Moldova (MDA)               |
| 58 kg                                                        | Li Hszüe-jing · Kína (CHN)              | Phimsziri Szirikeo · Thaiföld (THA)     | Rattikan Kunnoj · Thaiföld (THA)            |
| 63 kg                                                        | Majja Manyeza · Kazahsztán (KAZ)        |                                         | Christine Girard · Kanada (CAN)             |
| 69 kg                                                        | Rim Dzsongsim · Észak-Korea (PRK)       | Roxana Cocoș · Románia (ROU)            | Marina Skermankova · Fehéroroszország (BLR) |
| 75 kg                                                        | Szvetlana Podobedova · Kazahsztán (KAZ) | Natalja Zabolotnaja · Oroszország (RUS) | Irina Kulesa · Fehéroroszország (BLR)       |
| +75 kg                                                       | Csou Lu-lu · Kína (CHN)                 | Tatyjana Kasirina · Oroszország (RUS)   | Hripszime Hursudjan · Örményország (ARM)    |

A 63 kg-ban az eredetileg második orosz Szvetlana Carukajeva dopping mintájának utólagos ellenőrzése során turinabol használatát mutatták ki. Ezért a NOB 2017-ben megfosztotta ezüstérmétől.
58 kg-ban a bronzérmes Julija Kalinát (Ukrajna) megfosztották érmétől.